# Кондо, Рэйна
Рэйна Кондо (яп. 近藤 玲奈 Кондо: Рэйна, род. 28 января 1999 года, префектура Тиба, Япония) — японская сэйю и певица.

## Биография
Рэйна Кондо родилась 28 января 1999 года в префектуре Тиба. Заинтересовалась индустрией развлечений на пятом году обучения в начальной школе. Работала контрактной фотомоделью журнала мод Love Berry. Выбрала профессию сэйю в период обучения в средней школе, когда посмотрела аниме-сериал Higurashi no Naku Koro ni. Подписала контракт с агентством Hirata Office и в 2015 году начала карьеру сэйю.
В конце сентября 2017 года была утверждена на роль Ханы Итиносэ, одной из главных героинь аниме-сериала Slow Start (2018). В составе квартета STARTails☆, участницами которого стали сэйю главных героинь аниме-сериала, Кондо исполнила открывающую музыкальную тему «ne! ne! ne!». В июле 2018 года Кондо получила роль Судзуки Нагами в аниме-сериале My Sister, My Writer (2018), а позднее в этом же году — роль Кадзуко Суэмы в Boogiepop and Others (2019). В октябре 2019 года была утверждена на роль Никайдо в аниме-сериале Dorohedoro (2020) и Нины Маэхары в Dropout Idol Fruit Tart (2020); в рамках последнего Кондо в составе группы Fruit Tart исполнила две музыкальные темы: открывающую «Kibo Darake no Everyday!» и закрывающую «Wonder!». Также Кондо единолично исполнила закрывающую музыкальную тему «Sakura Mai Chiru Yoru ni» к аниме-сериалу Battle Athletes Victory ReSTART! (2021) и открывающую тему «Alcor to Polaris» к My Clueless First Friend (2023).
30 января 2021 года состоялся концерт «Reina Kondo 1st LIVE ~Listen~», ставший для Кондо первым живым выступлением. 14 апреля 2021 года она дебютировала в качестве сольной певицы, выпустив на лейбле Nippon Columbia сингл «Sakura Mai Chiru Yoru ni». 1 декабря этого же года был выпущен дебютный концептуальный альбом Кондо под названием 11-jigen no Lena.
23 февраля 2024 года Кондо посредством своего твиттер-аккаунта объявила о том, что взяла перерыв в карьере по состоянию здоровья.

## Избранная фильмография

### Аниме-сериалы
2015
- Aoharu × Machinegun — ученица
- Lance N’ Masques — ученица подготовительной школы

2016
- Cardfight!! Vanguard G — бродячий кот
- Sweetness and Lightning — председательница класса

2017
- Choyu Sekai — девочка, ведущая
- Chronos Ruler — девушка, танцовщица, мальчик
- Just Because! — Момока Судзуки[18]
- Kemono Friends — восточная бескоготная выдра[19]

2018
- Lostorage Conflated WIXOSS — Каэдэ[20]
- My Sister, My Writer — Судзука Нагами[5]
- Slow Start — Хана Итиносэ[3]
- Sword Art Online: Alicization — Ронье Арабель[21]
- Teasing Master Takagi-san — девочка с причёской-каре

2019
- Boogiepop and Others — Кадзуко Суэма[6]
- Dr. Stone — Руби
- Hachigatsu no Cinderella Nine — Рё Синономэ[22]

2020
- Dorohedoro — Никайдо[7]
- Dropout Idol Fruit Tart — Нина Маэхара[8]

2021
- Battle Athletes Victory ReSTART! — Чал Уолдер[23]
- Horimiya — Сакура Коно[24]
- Mazica Party — Аня до Гленгард XII[25]
- Those Snow White Notes — Юй Ямадзато[26]
- World Trigger Season 2 — Хана Сомэй[27]

2022
- Akiba Maid War — Нагоми Вахира[28]
- In the Heart of Kunoichi Tsubaki — Хаги[29]
- Sabikui Bisco — Пау Нэкоянаги[30]
- The Eminence in Shadow — Эта[31]
- Tribe Nine — Эноки Юкигая[32]

2023
- Helck — Алисия[33]
- Horimiya: The Missing Pieces — Сакура Коно[34]
- My Clueless First Friend — Уми Адати[35]
- Too Cute Crisis — Фианна Тирли[36]
- Undead Girl Murder Farce — Кармилла[37]
- World Dai Star — Мито Сиромару[38]
- Yuki Yuna is a Hero: Churutto! — Андзу Иёдзима[39]

2024
- Blue Archive: The Animation — Ару Рикухатима[40]
- How I Attended an All-Guy’s Mixer — Надэсико[41]
- Mayonaka Punch — Отоми[42]
- The Idolmaster Shiny Colors — Хиори Кадзано[43]

2025
- #Compass 2.0: Combat Providence Analysis System — Собики Нохо[44]
- Shukan Ranobe Anime (Femme Fatale Ikusei Keikaku) — Юкико Курахаси[45]

TBA
- Isekai Quartet 3 — Эта[46]
- Magical Girl Raising Project: Restart — Теневой Шторм[47]

### Аниме-фильмы
- 2022 — Idol Bu Show — Масиро Хомма[48]

### Спешлы
- 2021 — Cinderella Nine: The Story Continues — Рё Синономэ
- 2022 — Dr. Stone: Ryusui — Руби
- 2022 — Hairpin Double — Пинк/Хина Каваи[49]

### Игровые фильмы
- 2022 — Anime Supremacy! — Нанака (озвучивание)[50]

### Компьютерные игры
2015
- MapleStory — Афина Пирс

2017
- Hachigatsu no Cinderella Nine — Рё Синономэ
- Granadia Saga — Белл[51]
- Magia Record — Кокоро Аванэ
- Yuki Yuna is a Hero: A Sparkling Flower — Андзу Иёдзима

2018
- Crystar — Рэй Хатада[52]
- The Idolmaster Shiny Colors — Хиори Кадзано[53]
- The Liar Princess and the Blind Prince — рассказчица
- Tokimeki Idol — Нонока Кусакабэ[54]

2020
- Arknights — Фолиник
- Azur Lane — Касино

2021
- Blue Archive — Ару Рикухатима
- Princess Connect! Re:Dive — Сифуна Агато
- SINce Memories: Off the Starry Sky — Тихая Ходзё

2022
- Fate/Grand Order — Чынг Чак
- Path to Nowhere — Месс

2023
- Crymachina — Кан[55]
- Granblue Fantasy — Уцусэми
- TEVI — Анизетта, Амаретто, Кату
- Towa Tsugai — Карасу[56]

2025
- Alterna Vvelt: Blue Exorcist Another Story — Матой Кодзуки[57]
- Under Night In-Birth II Sys:Celes — Идзуми[58]

## Дискография
Примечание: Все произведения выпущены на лейбле Nippon Columbia.

### Синглы
| Название                                        | Дата выпуска       | Номер (тип издания)                                        | Высшая позиция в чарте Oricon |
| ----------------------------------------------- | ------------------ | ---------------------------------------------------------- | ----------------------------- |
| «Sakura Mai Chiru Yoru ni» (яп. 桜舞い散る夜に) | 14 апреля 2021 г.  | COCC-17861 (обычное издание) COZC-1730-1 (Limited Edition) | 22                            |
| «Akogare Over» (яп. アコガレOver)               | 31 августа 2022 г. | COCC-18035                                                 | —                             |
| «Alcor to Polaris» (яп. アルコルとポラリス)     | 5 апреля 2023 г.   | COCC-18069                                                 | 33                            |

### Альбомы
| Название                            | Дата выпуска      | Номер (тип издания)                                        | Высшая позиция в чарте Oricon |
| ----------------------------------- | ----------------- | ---------------------------------------------------------- | ----------------------------- |
| 11-jigen no Lena (яп. 11次元のLena) | 1 декабря 2021 г. | COCX-41624 (обычное издание) COZX-1830-1 (Limited Edition) | 42                            |